# Comiziano
Comiziano es un municipio italiano localizado en la ciudad metropolitana de Nápoles, región de Campania. Cuenta con 1.832 habitantes en 2,45 km².

## Demografía
| Gráfica de evolución demográfica de Comiziano entre 1861 y 2011 |
|                                                                 |
| Fuente ISTAT - elaboración gráfica de Wikipedia                 |